# Club Deportivo Beniel
O Club Deportivo Beniel é um clube de futebol espanhol da cidade de Beniel na Região de Múrcia. O clube foi  fundado em 1976, e atualmente disputa a Segunda Autonômica da Região de Murcia, equivalente à sétima e última divisão espanhola.

## Títulos
- Tercera División (Grupo XIII) : 1991–92[3]